# Pyrausta nissalis
Pyrausta nissalis là một loài bướm đêm trong họ Crambidae.